# Severiano Santana Porto
Severiano Santana Porto (25/09/1894 a 02/05/1972), babalorixá do Candomblé, foi o fundador do Ilê Axé Calé Bocum em 20 de agosto de 1933, na rua Antonio Balbino, nº 98 A, Bate Estaca, bairro de Plataforma, Salvador, Bahia, terreiro de Nação Ijexá, que ainda resiste ao tempo, foi sucedido pelo babalaxé em 12/04/1972, Claudionor dos Santos Pereira, (que nasceu em 15/02/1913, iniciado em 20/08/1933 na abertura da casa, filho de Oxum), e pela ialaxé Estelita Lima Calmon filha de Oiá em 15/07/1995, (iniciada em 18/10/1951, e recebeu Decá na sua obrigação de sete anos em 18/10/1958), falecida em 11/06/2016, sendo substituída por sua filha de santo e sobrinha neta Vania Amaral, filha de Oiá, iniciada em 27/04/1985, ao qual foi empossada em 23/12/2017, pelo Babalorixá Zezito de Oxum filho da casa, com casa aberta em Belford Roxo (RJ).